# Xã Turtle River, Quận Beltrami, Minnesota
Xã Turtle River (tiếng Anh: Turtle River Township) là một xã thuộc quận Beltrami, tiểu bang Minnesota, Hoa Kỳ. Năm 2010, dân số của xã này là 1.085 người.